# Margaret Clifford
Margaret Clifford (1540 – 28 settembre 1596) era figlia di Eleanor Brandon e di Henry Clifford, II conte di Cumberland. Suoi nonni materni erano Charles Brandon e Maria Tudor, sorella di Enrico VIII d'Inghilterra. Sue cugine erano quindi Jane Grey, Catherine Grey e Mary Grey.

## Successione
Mentre il testamento di Enrico VIII d'Inghilterra prevedeva come suoi eredi prima di tutto i suoi figli Edoardo VI, Maria I ed Elisabetta I, quello del re Edoardo eliminava le sorelle, ritenute illegittime, e considerava soltanto i discendenti di Maria Tudor, sorella di Enrico VIII.
Maria Tudor, col marito Charles Brandon, ebbe tre figli (Henry, Frances e Eleanor) e quattro nipoti: tre da Frances (Jane, Catherine e Mary Grey) e una da Eleanor, che è Margaret.
Margaret quindi, stando al testamento di Edoardo, sarebbe stata virtualmente la quarta in linea di successione. Dato che alla morte di Edoardo la sorella Maria rivendicò e ottenne il trono, alla fine fu applicato il testamento di Enrico VIII. Dopo Maria, che fece tra l'altro condannare a morte l'usurpatrice Jane (regina per pochi giorni), successe Elisabetta.
I regno di Maria I e di Elisabetta I si caratterizzarono anche dal continuo pericolo di rivendicazione del trono da parte dei loro parenti più prossimi. Pericolo che obbligò entrambe le regine a prendere provvedimenti anche molto drastici, come testimoniano le condanne a morte di Jane Grey e di Maria Stuarda.
Margaret fu tuttavia l'unica congiunta ad essere presente al matrimonio della cugina Maria I con Filippo di Spagna.

## Matrimonio e discendenza
Margaret sposò nel 1554 Henry Stanley, IV conte di Derby.
Ebbero cinque figli:
- Edoardo, che morì bambino;
- Ferdinando Stanley, V conte di Derby (1559 – 1594);
- William Stanley, VI conte di Derby (1561 – 1642);
- Francesco, nato nel 1562 e morto adolescente;
- Marta, nata nel 1565.

## Genealogia
|                         |                         |                         |                         |                         |                         |                         |                         |                  |                  |                  |                  |                |                | Enrico VII d'Inghilterra | Enrico VII d'Inghilterra | Enrico VII d'Inghilterra | Enrico VII d'Inghilterra | Enrico VII d'Inghilterra | Enrico VII d'Inghilterra |                            |                            |                            |                            |                            |                            | Elisabetta di York       | Elisabetta di York       | Elisabetta di York       | Elisabetta di York       | Elisabetta di York       | Elisabetta di York       |                |                |                 |                 |                 |                 |                 |                 |                 |                 |                 |                 |                   |                   |                   |                   |                   |                   |  |  |  |  |  |  |  |  |  |  |  |  |  |  |  |  |  |  |  |  |  |  |  |  |  |  |  |  |  |  |  |  |  |  |  |  |  |  |  |  |  |  |  |  |
|                         |                         |                         |                         |                         |                         |                         |                         |                  |                  |                  |                  |                |                | Enrico VII d'Inghilterra | Enrico VII d'Inghilterra | Enrico VII d'Inghilterra | Enrico VII d'Inghilterra | Enrico VII d'Inghilterra | Enrico VII d'Inghilterra |                            |                            |                            |                            |                            |                            | Elisabetta di York       | Elisabetta di York       | Elisabetta di York       | Elisabetta di York       | Elisabetta di York       | Elisabetta di York       |                |                |                 |                 |                 |                 |                 |                 |                 |                 |                 |                 |                   |                   |                   |                   |                   |                   |  |  |  |  |  |  |  |  |  |  |  |  |  |  |  |  |  |  |  |  |  |  |  |  |  |  |  |  |  |  |  |  |  |  |  |  |  |  |  |  |  |  |  |  |
|                         |                         |                         |                         |                         |                         |                         |                         |                  |                  |                  |                  |                |                |                          |                          |                          |                          |                          |                          |                            |                            |                            |                            |                            |                            |                          |                          |                          |                          |                          |                          |                |                |                 |                 |                 |                 |                 |                 |                 |                 |                 |                 |                   |                   |                   |                   |                   |                   |  |  |  |  |  |  |  |  |  |  |  |  |  |  |  |  |  |  |  |  |  |  |  |  |  |  |  |  |  |  |  |  |  |  |  |  |  |  |  |  |  |  |  |  |
|                         |                         |                         |                         |                         |                         |                         |                         |                  |                  |                  |                  |                |                |                          |                          |                          |                          |                          |                          |                            |                            |                            |                            |                            |                            |                          |                          |                          |                          |                          |                          |                |                |                 |                 |                 |                 |                 |                 |                 |                 |                 |                 |                   |                   |                   |                   |                   |                   |  |  |  |  |  |  |  |  |  |  |  |  |  |  |  |  |  |  |  |  |  |  |  |  |  |  |  |  |  |  |  |  |  |  |  |  |  |  |  |  |  |  |  |  |
|                         |                         |                         |                         | Margherita Tudor        | Margherita Tudor        | Margherita Tudor        | Margherita Tudor        | Margherita Tudor | Margherita Tudor |                  |                  |                |                |                          |                          |                          |                          |                          |                          | Enrico VIII d'Inghilterra  | Enrico VIII d'Inghilterra  | Enrico VIII d'Inghilterra  | Enrico VIII d'Inghilterra  | Enrico VIII d'Inghilterra  | Enrico VIII d'Inghilterra  |                          |                          |                          |                          |                          |                          |                |                |                 |                 |                 |                 | Maria Tudor     | Maria Tudor     | Maria Tudor     | Maria Tudor     | Maria Tudor     | Maria Tudor     |                   |                   |                   |                   |                   |                   |  |  |  |  |  |  |  |  |  |  |  |  |  |  |  |  |  |  |  |  |  |  |  |  |  |  |  |  |  |  |  |  |  |  |  |  |  |  |  |  |  |  |  |  |
|                         |                         |                         |                         | Margherita Tudor        | Margherita Tudor        | Margherita Tudor        | Margherita Tudor        | Margherita Tudor | Margherita Tudor |                  |                  |                |                |                          |                          |                          |                          |                          |                          | Enrico VIII d'Inghilterra  | Enrico VIII d'Inghilterra  | Enrico VIII d'Inghilterra  | Enrico VIII d'Inghilterra  | Enrico VIII d'Inghilterra  | Enrico VIII d'Inghilterra  |                          |                          |                          |                          |                          |                          |                |                |                 |                 |                 |                 | Maria Tudor     | Maria Tudor     | Maria Tudor     | Maria Tudor     | Maria Tudor     | Maria Tudor     |                   |                   |                   |                   |                   |                   |  |  |  |  |  |  |  |  |  |  |  |  |  |  |  |  |  |  |  |  |  |  |  |  |  |  |  |  |  |  |  |  |  |  |  |  |  |  |  |  |  |  |  |  |
|                         |                         |                         |                         |                         |                         |                         |                         |                  |                  |                  |                  |                |                |                          |                          |                          |                          |                          |                          |                            |                            |                            |                            |                            |                            |                          |                          |                          |                          |                          |                          |                |                |                 |                 |                 |                 |                 |                 |                 |                 |                 |                 |                   |                   |                   |                   |                   |                   |  |  |  |  |  |  |  |  |  |  |  |  |  |  |  |  |  |  |  |  |  |  |  |  |  |  |  |  |  |  |  |  |  |  |  |  |  |  |  |  |  |  |  |  |
| Giacomo V di Scozia     | Giacomo V di Scozia     | Giacomo V di Scozia     | Giacomo V di Scozia     | Giacomo V di Scozia     | Giacomo V di Scozia     | Margaret Douglas        | Margaret Douglas        | Margaret Douglas | Margaret Douglas | Margaret Douglas | Margaret Douglas |                |                | Maria I d'Inghilterra    | Maria I d'Inghilterra    | Maria I d'Inghilterra    | Maria I d'Inghilterra    | Maria I d'Inghilterra    | Maria I d'Inghilterra    | Elisabetta I d'Inghilterra | Elisabetta I d'Inghilterra | Elisabetta I d'Inghilterra | Elisabetta I d'Inghilterra | Elisabetta I d'Inghilterra | Elisabetta I d'Inghilterra | Edoardo VI d'Inghilterra | Edoardo VI d'Inghilterra | Edoardo VI d'Inghilterra | Edoardo VI d'Inghilterra | Edoardo VI d'Inghilterra | Edoardo VI d'Inghilterra |                |                | Frances Brandon | Frances Brandon | Frances Brandon | Frances Brandon | Frances Brandon | Frances Brandon | Eleanor Brandon | Eleanor Brandon | Eleanor Brandon | Eleanor Brandon | Eleanor Brandon   | Eleanor Brandon   |                   |                   |                   |                   |  |  |  |  |  |  |  |  |  |  |  |  |  |  |  |  |  |  |  |  |  |  |  |  |  |  |  |  |  |  |  |  |  |  |  |  |  |  |  |  |  |  |  |  |
| Giacomo V di Scozia     | Giacomo V di Scozia     | Giacomo V di Scozia     | Giacomo V di Scozia     | Giacomo V di Scozia     | Giacomo V di Scozia     | Margaret Douglas        | Margaret Douglas        | Margaret Douglas | Margaret Douglas | Margaret Douglas | Margaret Douglas |                |                | Maria I d'Inghilterra    | Maria I d'Inghilterra    | Maria I d'Inghilterra    | Maria I d'Inghilterra    | Maria I d'Inghilterra    | Maria I d'Inghilterra    | Elisabetta I d'Inghilterra | Elisabetta I d'Inghilterra | Elisabetta I d'Inghilterra | Elisabetta I d'Inghilterra | Elisabetta I d'Inghilterra | Elisabetta I d'Inghilterra | Edoardo VI d'Inghilterra | Edoardo VI d'Inghilterra | Edoardo VI d'Inghilterra | Edoardo VI d'Inghilterra | Edoardo VI d'Inghilterra | Edoardo VI d'Inghilterra |                |                | Frances Brandon | Frances Brandon | Frances Brandon | Frances Brandon | Frances Brandon | Frances Brandon | Eleanor Brandon | Eleanor Brandon | Eleanor Brandon | Eleanor Brandon | Eleanor Brandon   | Eleanor Brandon   |                   |                   |                   |                   |  |  |  |  |  |  |  |  |  |  |  |  |  |  |  |  |  |  |  |  |  |  |  |  |  |  |  |  |  |  |  |  |  |  |  |  |  |  |  |  |  |  |  |  |
|                         |                         |                         |                         |                         |                         |                         |                         |                  |                  |                  |                  |                |                |                          |                          |                          |                          |                          |                          |                            |                            |                            |                            |                            |                            |                          |                          |                          |                          |                          |                          |                |                |                 |                 |                 |                 |                 |                 |                 |                 |                 |                 |                   |                   |                   |                   |                   |                   |  |  |  |  |  |  |  |  |  |  |  |  |  |  |  |  |  |  |  |  |  |  |  |  |  |  |  |  |  |  |  |  |  |  |  |  |  |  |  |  |  |  |  |  |
| Maria, regina di Scozia | Maria, regina di Scozia | Maria, regina di Scozia | Maria, regina di Scozia | Maria, regina di Scozia | Maria, regina di Scozia | Enrico Stuart           | Enrico Stuart           | Enrico Stuart    | Enrico Stuart    | Enrico Stuart    | Enrico Stuart    | Charles Stuart | Charles Stuart | Charles Stuart           | Charles Stuart           | Charles Stuart           | Charles Stuart           |                          |                          |                            |                            |                            |                            | Jane Grey                  | Jane Grey                  | Jane Grey                | Jane Grey                | Jane Grey                | Jane Grey                | Catherine Grey           | Catherine Grey           | Catherine Grey | Catherine Grey | Catherine Grey  | Catherine Grey  | Mary Grey       | Mary Grey       | Mary Grey       | Mary Grey       | Mary Grey       | Mary Grey       |                 |                 | Margaret Clifford | Margaret Clifford | Margaret Clifford | Margaret Clifford | Margaret Clifford | Margaret Clifford |  |  |  |  |  |  |  |  |  |  |  |  |  |  |  |  |  |  |  |  |  |  |  |  |  |  |  |  |  |  |  |  |  |  |  |  |  |  |  |  |  |  |  |  |
| Maria, regina di Scozia | Maria, regina di Scozia | Maria, regina di Scozia | Maria, regina di Scozia | Maria, regina di Scozia | Maria, regina di Scozia | Enrico Stuart           | Enrico Stuart           | Enrico Stuart    | Enrico Stuart    | Enrico Stuart    | Enrico Stuart    | Charles Stuart | Charles Stuart | Charles Stuart           | Charles Stuart           | Charles Stuart           | Charles Stuart           |                          |                          |                            |                            |                            |                            | Jane Grey                  | Jane Grey                  | Jane Grey                | Jane Grey                | Jane Grey                | Jane Grey                | Catherine Grey           | Catherine Grey           | Catherine Grey | Catherine Grey | Catherine Grey  | Catherine Grey  | Mary Grey       | Mary Grey       | Mary Grey       | Mary Grey       | Mary Grey       | Mary Grey       |                 |                 | Margaret Clifford | Margaret Clifford | Margaret Clifford | Margaret Clifford | Margaret Clifford | Margaret Clifford |  |  |  |  |  |  |  |  |  |  |  |  |  |  |  |  |  |  |  |  |  |  |  |  |  |  |  |  |  |  |  |  |  |  |  |  |  |  |  |  |  |  |  |  |
|                         |                         |                         |                         |                         |                         |                         |                         |                  |                  |                  |                  |                |                |                          |                          |                          |                          |                          |                          |                            |                            |                            |                            |                            |                            |                          |                          |                          |                          |                          |                          |                |                |                 |                 |                 |                 |                 |                 |                 |                 |                 |                 |                   |                   |                   |                   |                   |                   |  |  |  |  |  |  |  |  |  |  |  |  |  |  |  |  |  |  |  |  |  |  |  |  |  |  |  |  |  |  |  |  |  |  |  |  |  |  |  |  |  |  |  |  |
|                         |                         | Giacomo I d'Inghilterra | Giacomo I d'Inghilterra | Giacomo I d'Inghilterra | Giacomo I d'Inghilterra | Giacomo I d'Inghilterra | Giacomo I d'Inghilterra |                  |                  |                  |                  |                |                | Arbella Stuart           | Arbella Stuart           | Arbella Stuart           | Arbella Stuart           | Arbella Stuart           | Arbella Stuart           |                            |                            |                            |                            |                            |                            |                          |                          |                          |                          |                          |                          |                |                |                 |                 |                 |                 |                 |                 |                 |                 |                 |                 | ebbe discendenza  | ebbe discendenza  | ebbe discendenza  | ebbe discendenza  | ebbe discendenza  | ebbe discendenza  |  |  |  |  |  |  |  |  |  |  |  |  |  |  |  |  |  |  |  |  |  |  |  |  |  |  |  |  |  |  |  |  |  |  |  |  |  |  |  |  |  |  |  |  |
|                         |                         | Giacomo I d'Inghilterra | Giacomo I d'Inghilterra | Giacomo I d'Inghilterra | Giacomo I d'Inghilterra | Giacomo I d'Inghilterra | Giacomo I d'Inghilterra |                  |                  |                  |                  |                |                | Arbella Stuart           | Arbella Stuart           | Arbella Stuart           | Arbella Stuart           | Arbella Stuart           | Arbella Stuart           |                            |                            |                            |                            |                            |                            |                          |                          |                          |                          |                          |                          |                |                |                 |                 |                 |                 |                 |                 |                 |                 |                 |                 | ebbe discendenza  | ebbe discendenza  | ebbe discendenza  | ebbe discendenza  | ebbe discendenza  | ebbe discendenza  |  |  |  |  |  |  |  |  |  |  |  |  |  |  |  |  |  |  |  |  |  |  |  |  |  |  |  |  |  |  |  |  |  |  |  |  |  |  |  |  |  |  |  |  |

## Ascendenza
|                                        |                 |                                                 | Genitori                                |  |  | Nonni |  |  | Bisnonni                          |  |  | Trisnonni                         |  |
|                                        |                 |                                                 |                                         |  |  |       |  |  | Henry Clifford, X barone Clifford |  |  | John Clifford, IX barone Clifford |  |
|                                        |                 |                                                 |                                         |  |  |       |  |  | Henry Clifford, X barone Clifford |  |  | John Clifford, IX barone Clifford |  |
|                                        |                 | Margaret Bromflete                              |                                         |  |  |       |  |  | Henry Clifford, X barone Clifford |  |  |                                   |  |
| Henry Clifford, I conte di Cumberland  |                 |                                                 |                                         |  |  |       |  |  | Henry Clifford, X barone Clifford |  |  |                                   |  |
|                                        |                 | Anne St. John                                   | John St. John                           |  |  |       |  |  |                                   |  |  |                                   |  |
|                                        |                 | Anne St. John                                   | John St. John                           |  |  |       |  |  |                                   |  |  |                                   |  |
|                                        |                 | Anne St. John                                   | Alice Bradshaigh                        |  |  |       |  |  |                                   |  |  |                                   |  |
| Henry Clifford, II conte di Cumberland |                 | Anne St. John                                   |                                         |  |  |       |  |  |                                   |  |  |                                   |  |
|                                        |                 | Henry Algernon Percy, V conte di Northumberland | Henry Percy, IV conte di Northumberland |  |  |       |  |  |                                   |  |  |                                   |  |
|                                        |                 | Henry Algernon Percy, V conte di Northumberland | Henry Percy, IV conte di Northumberland |  |  |       |  |  |                                   |  |  |                                   |  |
|                                        |                 | Henry Algernon Percy, V conte di Northumberland | Maud Herbert                            |  |  |       |  |  |                                   |  |  |                                   |  |
| Margaret Percy                         |                 | Henry Algernon Percy, V conte di Northumberland |                                         |  |  |       |  |  |                                   |  |  |                                   |  |
|                                        |                 | Catherine Spencer                               | Robert Spencer                          |  |  |       |  |  |                                   |  |  |                                   |  |
|                                        |                 | Catherine Spencer                               | Robert Spencer                          |  |  |       |  |  |                                   |  |  |                                   |  |
|                                        |                 | Catherine Spencer                               | Eleanor Beaufort                        |  |  |       |  |  |                                   |  |  |                                   |  |
| Margaret Clifford                      |                 | Catherine Spencer                               |                                         |  |  |       |  |  |                                   |  |  |                                   |  |
|                                        | William Brandon | William Brandon                                 |                                         |  |  |       |  |  |                                   |  |  |                                   |  |
|                                        | William Brandon | William Brandon                                 |                                         |  |  |       |  |  |                                   |  |  |                                   |  |
|                                        | William Brandon | Elizabeth Wingfield                             |                                         |  |  |       |  |  |                                   |  |  |                                   |  |
| Charles Brandon, I duca di Suffolk     | William Brandon |                                                 |                                         |  |  |       |  |  |                                   |  |  |                                   |  |
|                                        |                 | Elizabeth Bruyn                                 | Henry Bruyn                             |  |  |       |  |  |                                   |  |  |                                   |  |
|                                        |                 | Elizabeth Bruyn                                 | Henry Bruyn                             |  |  |       |  |  |                                   |  |  |                                   |  |
|                                        |                 | Elizabeth Bruyn                                 | Elizabeth Darcy                         |  |  |       |  |  |                                   |  |  |                                   |  |
| Eleanor Brandon                        |                 | Elizabeth Bruyn                                 |                                         |  |  |       |  |  |                                   |  |  |                                   |  |
|                                        |                 | Henry VII, re d'Inghilterra                     | Edmund Tudor, I conte di Richmond       |  |  |       |  |  |                                   |  |  |                                   |  |
|                                        |                 | Henry VII, re d'Inghilterra                     | Edmund Tudor, I conte di Richmond       |  |  |       |  |  |                                   |  |  |                                   |  |
|                                        |                 | Henry VII, re d'Inghilterra                     | Margaret Beaufort                       |  |  |       |  |  |                                   |  |  |                                   |  |
| Maria Tudor                            |                 | Henry VII, re d'Inghilterra                     |                                         |  |  |       |  |  |                                   |  |  |                                   |  |
|                                        |                 | Elizabeth di York                               | Edward IV, re d'Inghilterra             |  |  |       |  |  |                                   |  |  |                                   |  |
|                                        |                 | Elizabeth di York                               | Edward IV, re d'Inghilterra             |  |  |       |  |  |                                   |  |  |                                   |  |
|                                        |                 | Elizabeth di York                               | Elizabeth Woodville                     |  |  |       |  |  |                                   |  |  |                                   |  |
|                                        |                 | Elizabeth di York                               |                                         |  |  |       |  |  |                                   |  |  |                                   |  |